# Theobald Böhm
Theobald Böhm o Boehm (pronunciación ￼ALEMANA  : böhm; Múnich.
Múnich, 9 de abril de 1794 - Múnich, 25 de noviembre de 1881) fue un músico, flautista virtuoso, compositor, inventor, fabricante de instrumentos y especialista en acústica de origen bávaro.
Es conocido especialmente por su labor de perfeccionamiento de la flauta travesera y del clarinete, cuyo método de fabricación y mecanismo de llaves continúan siendo empleados en la actualidad. La flauta de  Theobald Böhms el modelo de todas las flautas contemporáneas.

## Biografía
Aprende el oficio de su padre, orfebre, en el que ya era un experto a la edad de 14 años.

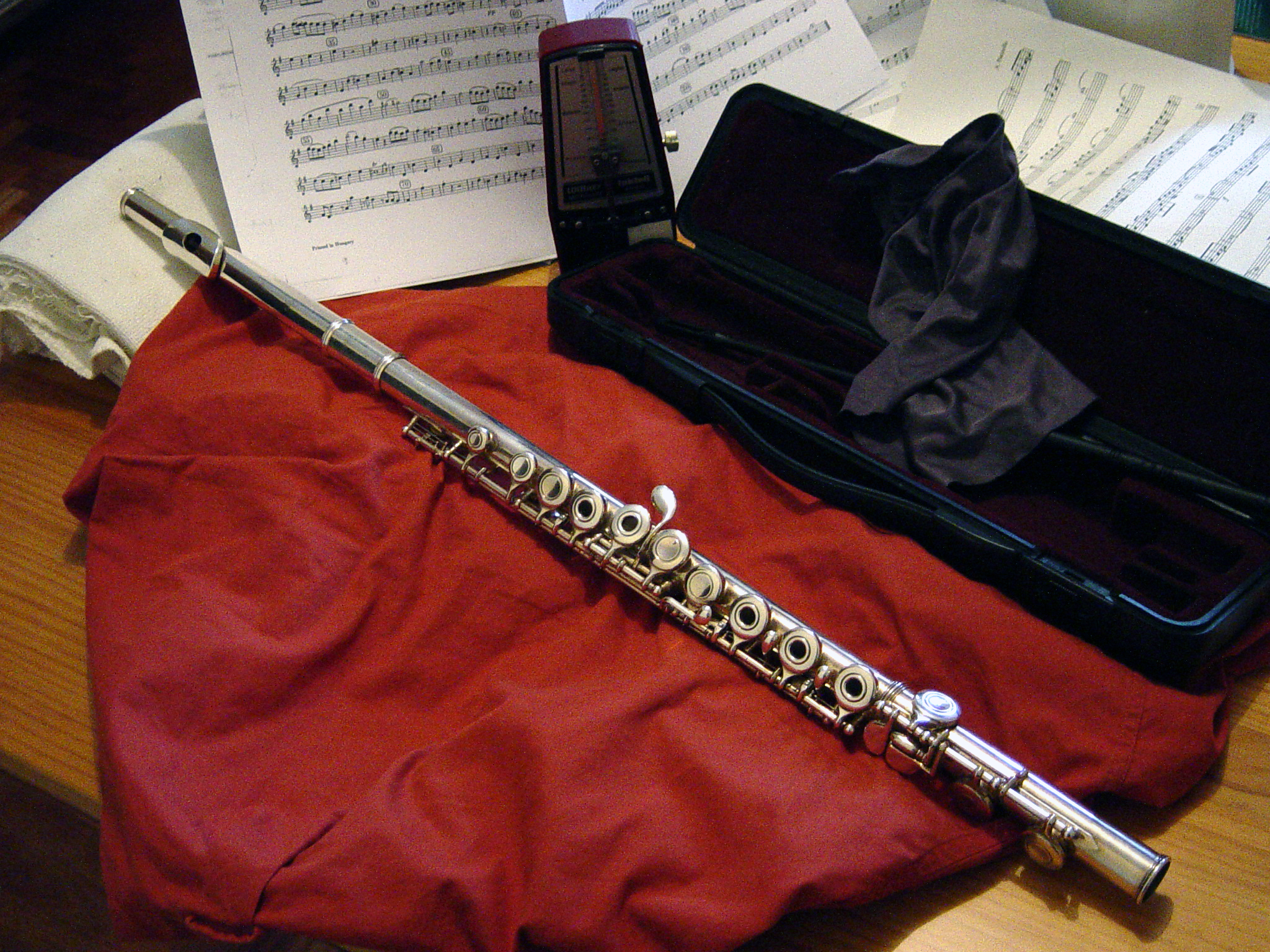
Flauta travesera contemporánea de platos abiertos montada para su uso. Su sistema de llaves y orificios fue la principal aportación de Böhm.

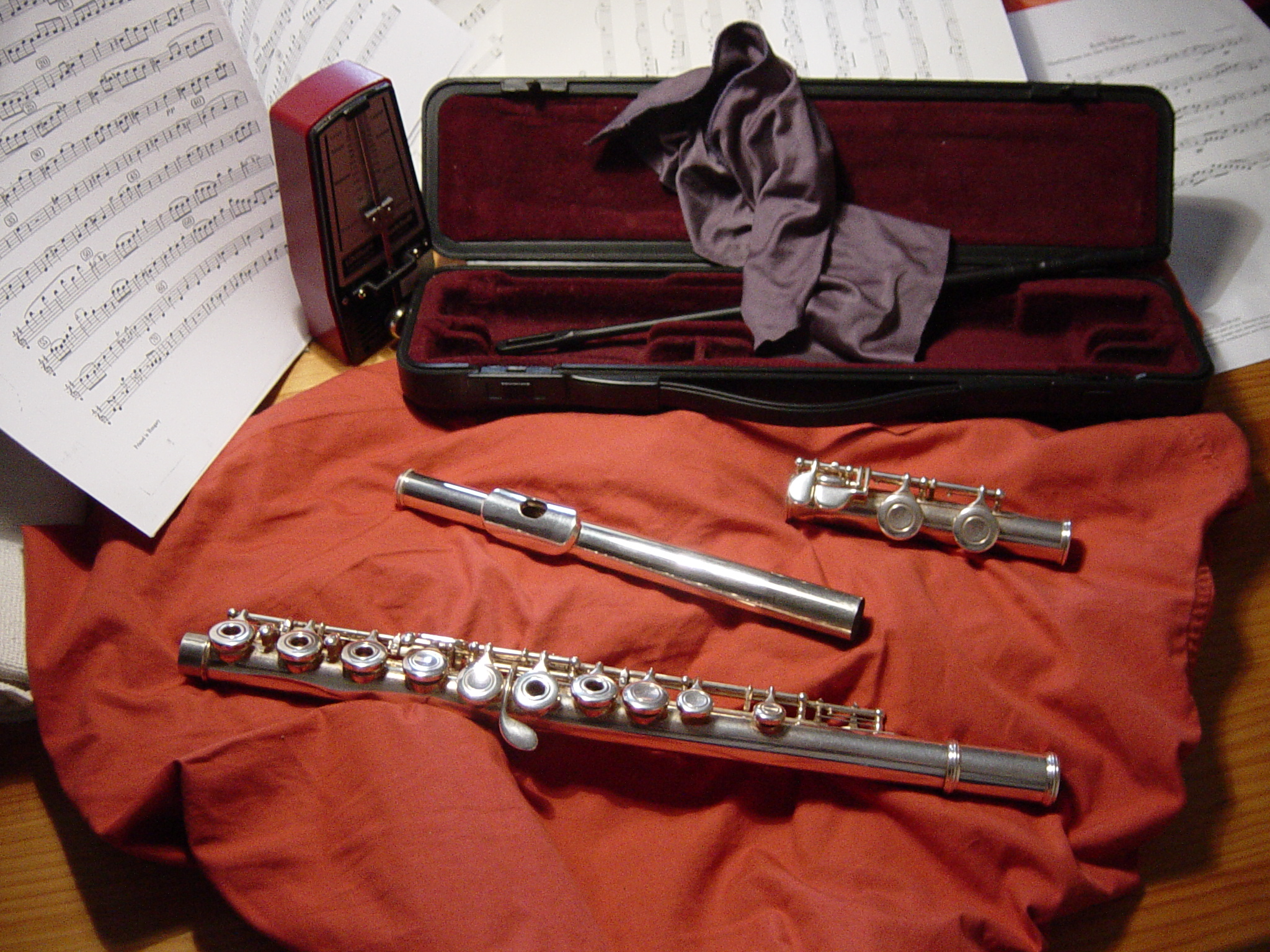
Flauta travesera, desmontada. Böhm redujo la conicidad del cuerpo (en la foto, abajo) y la trasladó a la cabeza (en la foto, en el centro).

Apasionado de la música, se inició con la flauta dulce, pasando rápidamente a la flauta travesera, construyéndose él mismo su propio instrumento, que copió de un ejemplar fabricado en Dresde. Durante dos años tomó lecciones de un vecino, flautista de una orquesta de Múnich, clases que pagaba fabricándole flautas mejoradas. A los 18 años ya tocaba en una orquesta, y a los 21 ya era flautista primero en la Orquesta Real de Baviera.Dedicaba las tardes a tocar en la orquesta y las mañanas a la fabricación de flautas y a la experimentación con diversos materiales, usando diferentes tipos de madera y metal (oro, plata, níquel, cobre) y modificando las posiciones y dimensiones de los orificios. 
Una gira por Europa entre 1816 y 1818 le lleva a Suiza y a Estrasburgo. Su primera composición es de 1822. Numerosos conciertos en Alemania, Francia y Suiza le proporcionaron fama, pero sus ingresos no eran suficientes como para mantener a su creciente familia. En Inglaterra, donde los flautistas eran muy solicitados, se hizo amigo del famoso flautista Charles Nicholson, cuya fuerte y robusta sonoridad le empujó a nuevos experimentos y estudios de acústica, que seguirá en la Universidad de Múnich.
De vuelta a su país en 1832, proyectó un instrumento que asociaba el tradicional cuerpo cónico con un nuevo sistema de llaves, y que llevó en sus giras europeas de los años posteriores, promoviéndolo en Francia e Inglaterra, donde sus ideas tuvieron buena acogida.
Su amigo y profesor de física Karl Emil von Schafhaeutl le proporcionó un nuevo método de extracción del hierro a partir del mineral bruto.
A su regreso a Francia en 1834, pudo constatar el gran éxito de su instrumento en aquel país. De vuelta a Alemania, introdujo nuevas mejoras: abandona el cuerpo cónico en favor del cilíndrico, de nueva concepción. El nuevo instrumento fue patentado en 1847, y pronto Theobald concede licencia de fabricación a los mayores productores europeos (entre otros Rudall, Carte and Rose en Inglaterra, Godefroy Ainé y Louis Lot en Francia), iniciándose así la irresistible extensión de su sistema. Su flauta fue mostrada en la Exposición Universal de Londres de 1851. 
En su tratado de 1871 "Die Flöte und das Flötenspiel" (La flauta y el arte de tocarla) describe los principios acústicos, técnicos y artísticos de su sistema, que fue aplicado posteriormente al clarinete y a otros instrumentos. Por ejemplo, el saxofón y otros instrumentos de la familia del viento-madera se dotaron de un sistema equivalente. Las flautas modernas se fabrican, todavía hoy y sin apenas variaciones, con sus modificaciones. 
Personalidad ecléctica, Böhm nos legó otros inventos en los más diversos campos: desde la fabricación de pianos y violonchelos hasta un tipo de chimenea para locomotoras de vapor y un telescopio para detectar incendios.
En la última etapa de su vida se dedicó a la invención y perfeccionamiento de un nuevo instrumento perteneciente a la familia de las flautas y dotado de su sistema de llaves similar: la flauta transversa contralto.
Theobald Böhm murió en Múnich el 25 de noviembre de 1881, a la edad de 87 años.

## Principales innovaciones técnicas de Böhm

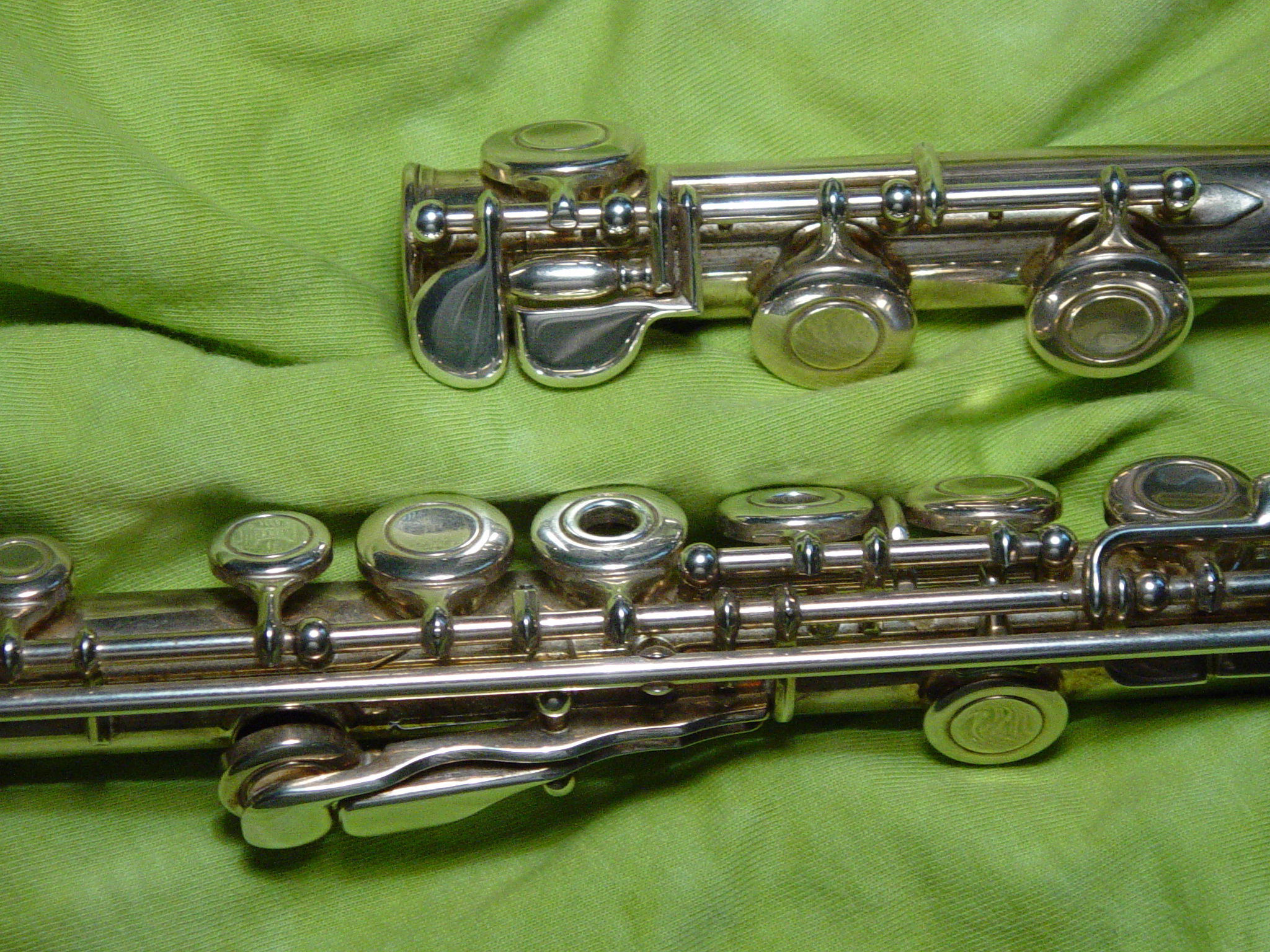
La principal aportación de Böhm fue el sistema de llaves, orientado no solamente a la ergonomía y la ejecución, sino también a la mejora acústica del instrumento. En la foto, llaves y platos del pie (arriba) y del cuerpo (abajo).

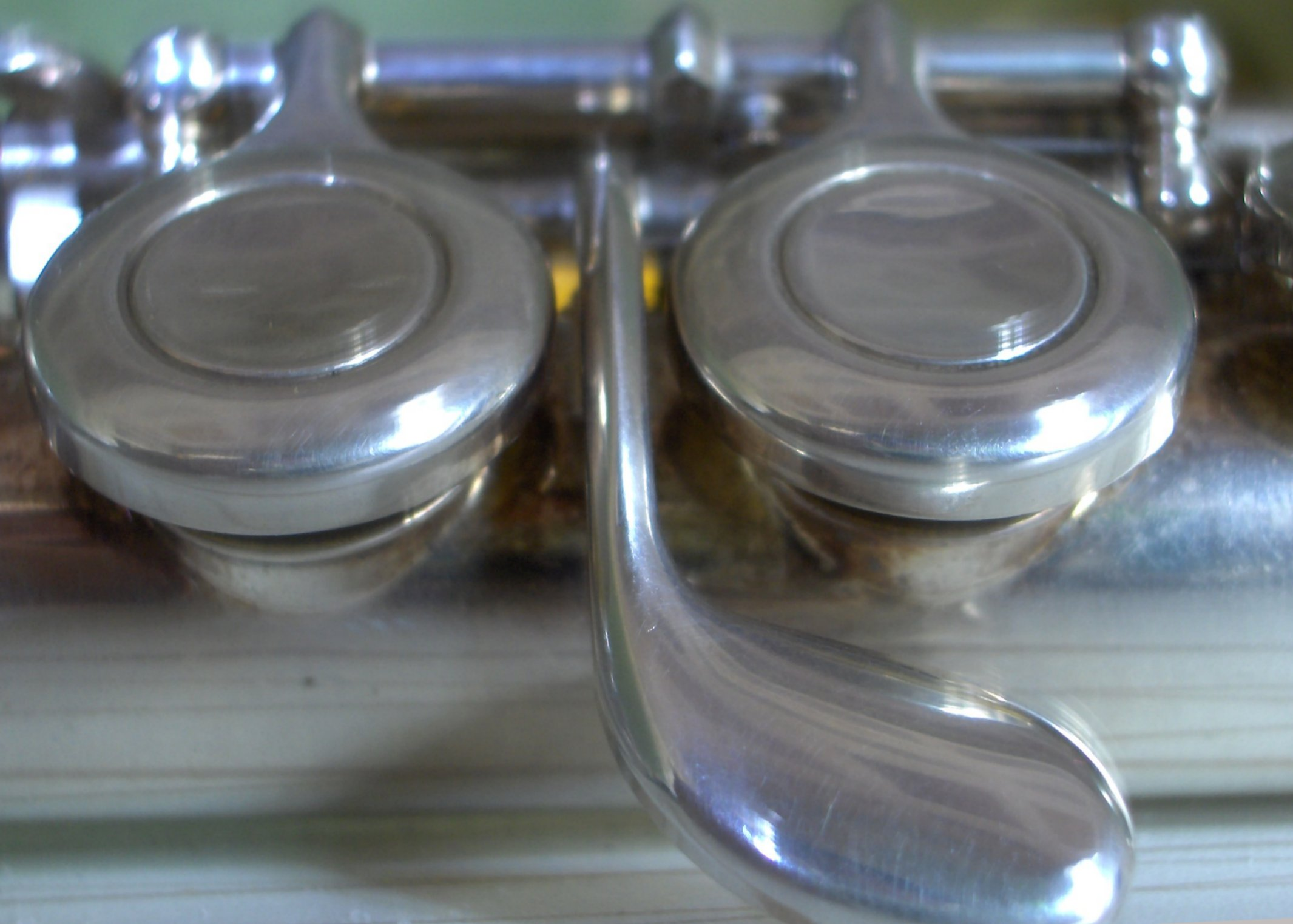
Visión de los platos (en este caso cerrados, es decir, sin orificios) de una flauta travesera moderna.

Las principales aportaciones de Böhm al campo de la fabricación de instrumentos fueron dos:
- El uso de un cuerpo cilíndrico, en lugar del cónico tradicional (ahora utilizado en los modernos flautines). Böhm superó la principal dificultad (que era la entonación de la octava) introduciendo una leve conicidad en la cabeza del instrumento.
- La introducción de un sistema de llaves que mejora la ergonomía del instrumento, y que permite posicionar y dimensionar los orificios de manera óptima desde el punto de vista acústico, y que determinó a través de consideraciones teóricas y de experimentación práctica. El sistema de llaves de la época solamente tenía como misión facilitar la ejecución del intérprete, y no mejorar la acústica del instrumento. Mediante el sistema tradicional de orificios, estos veían limitado su tamaño y colocación a las posibilidades de la mano del intérprete. Con el nuevo sistema, tanto el tamaño como la disposición se rigen por razones acústicas, al tiempo que permiten al intérprete una digitación más cómoda.

El resultado fue un instrumento más fácil de tocar y con una tesitura superior a los tradicionales.

## Obras
- Die Flöte und das Flötenspiel in akustischer, technischer und artistischer Beziehung. Zimmermann, Fráncfort del Meno, 1980 (reimpresión de la edición de Leipzig de 1871).
- Über den Flötenbau und die neuesten Verbesserungen desselben. Schott, Maguncia, 1847

## Obras musicales selectas
- Variations sur un air tyrolien, Op.20
- Fantasie sur un air de F. Schubert, Op.21
- Variations sur un Air Allemand, Op.22
- 24 Caprices-etudes, Op.26
- Souvenir des Alpes, Opp.27-32
- Andante for Flute and Piano, Op.33
- 24 Etudes, Op.37
- Elégie, Op.47